# Shi Zhiyong (Gewichtheber, 1993)
Shi Zhiyong (chinesisch 石智勇, Pinyin Shí Zhìyǒng; * 10. Oktober 1993 in Lingui) ist ein chinesischer Gewichtheber.

## Erfolge
Shi Zhiyong wurde 2012 Asienmeister in der Klasse bis 69 kg, 2016 in der Klasse bis 77 kg sowie 2019 und 2020 in der Klasse bis 73 kg. Bei Weltmeisterschaften gewann er 2015 Gold in der Klasse bis 69 kg sowie 2018 und 2019 Gold in der Klasse bis 73 kg. 2016 wurde er Olympiasieger in der Klasse bis 69 kg. 2021 gewann er ebenfalls olympisches Gold bei den Spielen in Tokio, bei denen er in der Gewichtsklasse bis 73 kg antrat.